# Habib Wahid
Pour les articles homonymes, voir Habib et Wahid.
 (juillet 2015).
 (septembre 2015).
Habib Wahid (né à Dakha) est un compositeur, musicien et chanteur bangladais.